# ارورا (اورگن)
ارورا (به انگلیسی: Aurora) شهری در شهرستان ماریون ایالت اورگن است و در سرشماری سال ۲۰۱۱ میلادی، ۹۱۸ نفر جمعیت داشته که نسبت به سال ۲۰۱۰، ۰٫۲۲ درصد رشد جمعیت داشته‌است.